# 豪斯氏樸麗魚
豪斯氏樸麗魚，為輻鰭魚綱鱸形目隆頭魚亞目慈鯛科的其中一種，被IUCN列為易危保育類動物，分布於非洲維多利亞湖流域，體長可達16.3公分，棲息在中底層水域，屬肉食性，以螃蟹為食，生活習性不明。

## 擴展閱讀
維基物種上的相關：豪斯氏樸麗魚